# Stadionul Tineretului (Urziceni)
Stadionul Tineretului este un stadion multifuncțional din Urziceni, județul Ialomița, România. În prezent, este folosit în principal pentru meciuri de fotbal și este terenul de acasă al FC Urziceni. Anterior, stadionul a găzduit echipa Unirea Urziceni, până în la desființarea acesteia în 2011. 
În vara anului 2002, echipa a fost preluată de un nou sponsor (Valahorum SA), schimbându-se în întregime conducerea administrativă și tehnică a acesteia. După aproximativ 6 luni, stadionul a atins o capacitate de 7.000 locuri (toate pe scaune), iar vestiarele au fost aduse la standarde ultramoderne.